# غليسوكسيبيد
غليسوكسيبيدهو دواء خافض لسكر الدم من صنف سلفونيليوريا ومن الجيل الثاني.